# Oberzetzscha
Oberzetzscha is een dorp in de Duitse gemeente Altenburg in  Thüringen. De gemeente maakt deel uit van het Landkreis Altenburger Land. Het dorp wordt voor het eerst vermeld in een oorkonde uit 1290. Oberzetzscha fuseerde in 1950 met drie andere dorpen tot de gemeente Zetzscha. In 1994 werd deze bij de stad Altenburg gevoegd.